# Listă de comune din raionul Dondușeni
Această listă conține comunele din raionul Dondușeni, Republica Moldova, cu satele din componența lor. Celulele gri indică localitățile consemnate ca „sat (comună)” în Legea privind organizarea administrativ-teritorială a Republicii Moldova.
| Comuna       | Satul de reședință | Sate componente |
| ------------ | ------------------ | --------------- |
| —            | —                  | Arionești       |
| —            | —                  | Baraboi         |
| —            | —                  | Briceni         |
| —            | —                  | Cernoleuca      |
| —            | —                  | Climăuți        |
| —            | —                  | Corbu           |
| —            | —                  | Crișcăuți       |
| —            | —                  | Dondușeni       |
| Elizavetovca | Elizavetovca       | Boroseni        |
| Elizavetovca | Elizavetovca       | Elizavetovca    |
| Frasin       | Frasin             | Caraiman        |
| Frasin       | Frasin             | Codrenii Noi    |
| Frasin       | Frasin             | Frasin          |
| —            | —                  | Horodiște       |
| Moșana       | Moșana             | Moșana          |
| Moșana       | Moșana             | Octeabriscoe    |
| —            | —                  | Pivniceni       |
| —            | —                  | Plop            |
| —            | —                  | Pocrovca        |
| —            | —                  | Rediul Mare     |
| —            | —                  | Scăieni         |
| Sudarca      | Sudarca            | Braicău         |
| Sudarca      | Sudarca            | Sudarca         |
| Teleșeuca    | Teleșeuca          | Teleșeuca       |
| Teleșeuca    | Teleșeuca          | Teleșeuca Nouă  |
| Tîrnova      | Tîrnova            | Briceva         |
| Tîrnova      | Tîrnova            | Elenovca        |
| Tîrnova      | Tîrnova            | Tîrnova         |
| —            | —                  | Țaul            |